# Serie A1 2004 (baseball)
La Serie A1 2004 del Campionato italiano di baseball è stata disputata da dieci squadre ed ha avuto una stagione regolare di 54 partite con 3 incontri settimanali, un'andata e un ritorno. Le prime 4 squadre della classifica dopo la stagione regolare si sono affrontate in due semifinale al meglio delle sette partite. Le due vincitrici si sono affrontate nella finali scudetto sempre al meglio delle sette partite, designando così la squadra campione d'Italia. Le ultime due classificate nella stagione regolare sono retrocesse in Serie A2.

## Classifiche finali[1]

### Stagione regolare
| Classifica                 | PG | PV | PP | PCT  |
| -------------------------- | -- | -- | -- | ---- |
| Prink Grosseto             | 54 | 47 | 7  | .870 |
| Italeri Bologna            | 54 | 43 | 11 | .796 |
| Ceci & Negri Parma         | 54 | 32 | 22 | .593 |
| Caffè Danesi Nettuno       | 54 | 30 | 24 | .556 |
| Telemarket Rimini          | 54 | 29 | 25 | .537 |
| Paternò Città dei Normanni | 54 | 24 | 30 | .444 |
| T&A San Marino             | 54 | 23 | 31 | .426 |
| Fiume Costruzioni Modena   | 54 | 23 | 31 | .426 |
| Elettron Anzio             | 54 | 13 | 41 | .241 |
| SAIM Rho                   | 54 | 6  | 48 | .111 |

### Semifinali
| Classifica           | PG | PV | PP |
| -------------------- | -- | -- | -- |
| Prink Grosseto       | 5  | 4  | 1  |
| Caffè Danesi Nettuno | 5  | 1  | 4  |

| Classifica         | PG | PV | PP |
| ------------------ | -- | -- | -- |
| Italeri Bologna    | 4  | 4  | 0  |
| Ceci & Negri Parma | 4  | 0  | 4  |

### Finali scudetto
| Classifica      | PG | PV | PP |
| --------------- | -- | -- | -- |
| Prink Grosseto  | 6  | 4  | 2  |
| Italeri Bologna | 6  | 2  | 4  |